# ألبرت أناستازيا
ألبرت أناستازيا (بالإنجليزية: Albert Anastasia) هو مجرم أمريكي، ولد في 26 سبتمبر 1902 في تروبيا في إيطاليا، وتوفي في 25 أكتوبر 1957 في نيويورك في الولايات المتحدة.

## وصلات خارجية
- ألبرت أناستازيا على موقع الموسوعة البريطانية (الإنجليزية)
- ألبرت أناستازيا على موقع إن إن دي بي (الإنجليزية)